# Операція «Септентріон»
Операція «Септентріон» — це 36-годинна військова операція МССБ (ISAF) під керівництвом НАТО, яка відбулася 16-18 грудня 2009 року, в долині Узбін, що на сході Афганістану.

## Передісторія Операції
Шістнадцять місяців перед операцією відбулась засідка з боку талібів в долині Узбін (Афганістан). Це було 18 серпня 2008 року, тоді були вбиті десять французьких солдатів і двадцять один поранено.

## Мета
Ціль операції була підтвердити суверенітет афганських сил безпеки в північній частині долини Узбін, а також встановити афганський прапор в селищі, яке було стратегічним об'єктом. (У той час як 75 відсотків долині Узбін були під контролем МССБ (ISAF), а решта частина долини знаходилася під контролем талібів.)

## Операція
Більш ніж за 90 хвилин бою, кілька американських солдатів отримали поранення(з них три поранення тяжкого ступеня). Бійці Талібану атакували з гранатометів (РПГ), мінометів і великокаліберних кулеметів; в свою чергу французькі війська атакували снарядами з Eurocopter Tiger, AH-64 «Апач» і винищувачів. Щонайменше, один бойовик Талібану загинув і троє отримали поранення, згідно з слів підполковника Ерве Волеранда, який очолював операцію.

## Стратегія
Французи використали так звану стратегію «Мікадо», згідно гри Мікадо, тому що кожен хід потрібно було планувати ретельно і свідомо, щоб не втратити все через один невірний хід. Стратегія «Мікадо» підкреслила консалтинг (переговори) з місцевими жителями, що входили до Шури, щоб мінімізувати ризик змові місцевих жителів з бойовиками проти сил АНА і МССБ (ISAF). З цих причини операція мала назву «тиждень переговорів з місцевими жителями», відповідно до BBC News.

## Наслідки
У липні 2011 року «хрест за військову доблесть» (французька військова нагорода), був вручений п'яти американцям: капітану Томасу Харперу, майстер-сержанту Девіду Ньюмеру, сержанту 1-го класу Райану Ахерну, старшому сержанту Кейсі Робертсу і сержанту Райану Мейстеру.